# Frodi mercantili e sanitarie
La voce intende elencare le possibili frodi mercantili e sanitarie.
- Adulterazione alimentare: comprende tutte quelle operazioni che determinano modificazioni nella composizione analitica del prodotto alimentare, attuate mediante l'aggiunta o la sottrazione di alcuni componenti, allo scopo di ottenere un maggior tornaconto economico, senza che apparentemente il prodotto venga modificato in maniera apprezzabile. Tipici esempi di adulterazione sono la vendita di latte scremato o parzialmente scremato per latte intero o il vino annacquato.
- sofisticazione alimentare: è un'operazione fraudolenta che consiste nell'aggiungere all'alimento sostanze estranee alla sua composizione con lo scopo di migliorarne l'aspetto o di coprirne i difetti, come l'aggiunta alle carni di sostanze destinate a ravvivarne il colore, oppure l'impiego di coloranti o conservanti non autorizzati per mascherare l'utilizzo di materie prime di cattiva qualità o difetti dei procedimenti produttivi.
- contraffazione alimentare: è la totale sostituzione di una sostanza alimentare con un'altra di minor pregio in modo da indurre in inganno il compratore. È il caso dell'olio di semi spacciato per olio di oliva, o quello della margarina spacciata per burro. È una frode che può essere molto pericolosa quando, per sostituire i prodotti originali o naturali, vengono utilizzate sostanze nocive alla salute.
- alterazione alimentare: si ha quando la composizione di una sostanza alimentare si modifica a causa di fenomeni degenerativi spontanei, determinati da errate modalità o eccessivo prolungamento dei tempi di conservazione.